# حارة المتاريب المحاريق (صنعاء)
حارة المتاريب المحاريق هي إحدى حارات حي شعوب بمديرية شعوب إحد مديريات العاصمة اليمنية صنعاء، بلغ تعداد سكانها 3328 نسمة حسب تعداد اليمن لعام 2004.